# Болнице шкотских жена на Солунском фронту
Болнице шкотских жена на Солунском фронту била су добро организоване и опремљене јединице стране санитетске мисије из Велике Британије, која је на више локација у северној Грчкој свесрдно помагала српском санитету у збрињавању рањених и болесних војника и пострадалог српског становништва на Солунском фронту. У току дејстава на Солунском фронту од 1915 до 1918. године радиле су три Болнице шкотских жена: „Јединица Гиртон и Њунхам“, „Јединица Америка“, нешто касније „Јединица др Елси Инглис“, које су биле праћене „Транспортном јединицом”. Болничко особље су чиниле искључиво жене: школоване лекарке, обучене медицинске сестре и болничарке, возачи амбулантних кола, које су долазиле из свих делова британске империје.

## Предуслови и значај
Први светски рат је након две године ратовања морао да се приведе крају, али борбе су тек предстојале. Савезници су на југу Балканског полуострва на јесен 1915. године почели да организују Солунски фронт, како би прво прихватиле Србе након албанске голготе, организују њихов опоравак и реорганизацију, а потом их како 1916. године помогну да изврши напад на комбиноване Немачке, Аустро-Угарске и Бугарске снаге. Након реорганизације снага, трећину снага на Солунском фронту чинили су излечени, опорављени, нахрањени, одевени и наоружани српски војници, са Крфа, Северне Африке, Корзике, али и добровољци из САД и других земаља широм света. Српски војни санитет, који је претрпео огромне губитке у току прве две године ратовања и епидемије пегавца, такође је реорганизован.
Након повратка из окупиране Србије, др Елси Инглис наставила је прикупљањем средстава у Сједињеним Америчким Државама, у које је послала харизматична службеница Болнице шкотских жена Катлин Берк ( Scottish Women’s Hospitals (SWH) office worker Kathleen Burke) Госпођа Бек која је убрзо постала позната као „девојка хиљаду долара дневно", уз максималне напоре у Сједињеним Америчким Државе и Канади, успела је да прикупи око четвртину свих средстава за опремање Болнице шкотских жена. Ово је омогућило слање новог контингента у Егејску Македонију, названу Одред Америка" у част доброчинства оних који су га спонзорисали.

## Јединица „Гиртон и Њунхам”
У пратњи француских експедиционих снага (франц. L’Armée d’Orient) била је и јединица из састава Болница шкотских жена „Гиртон и Њунхам”. Ова јединица, овенчана славом о њеном медицинском и хируршком раду, са западног фронта у Францукој стигла је у Солун, новембра 1915. године, да помогне Србима, у прихвату њихових снага које су управо кренуле у албанску голготу, касније их подржи и у ратним операцијама за коначно ослобођење земље.
Болница шкотских жена, „Јединица Гиртон и Њунхам“ („the Girton & Newnham Unit“), на Солунском фронту, је радила од новембра 1915, под стручним руководстваом др Ен Луиз Мекилрој (dr Anne Louise McIlroy, 1874–1968), (од оснивања јединице 8. маја 1915 до краја постојања и рада 1. септембар 1919. године). Све време почев од Солуна до ослобођења Србије, ова Болница се првенствено бавила рехабилитацијом и ортопедским протетисањем бројних српских ратних инвалида.
По доласку у Солун болница је послата на југ Македоније у Ђевђелију, да прихвати војску и избегло становништво које је било у повлачењу под најездом непријатеља. Основана је око старе фабрике свиле, у врло тешким јесењим условима. Због велике хладноће операције под шаторима извођене су уз велике потешкоће, и снажне ударе ветра који је претио да поруши шаторе. Војници су у болницу долазили са тешким промрзлинама, јер су на околним брдима били изложени јаком мразу и ветру, па су ампутације прдтију и удова због гангрене биле честе. Близина болнице линији борбених дејстава, утицала је на то да је она била непрестано угрожена артиљеријском ватром, али и упадом Бугара.
Почетком децембра, заједно са Србима и савезничком војском болница је из бугарима окружене Ђевђелије повукла у Солун, где је остала и наставла да ради до краја рата.
По доласку у Салоницу, јединица је нашла град препун са трупама. Једини простор за болницу био је у округу Каламарија у близини мора, скучени, слабо исушени простор окружен зградама. И болесници и особље највећим делом били су смештени испод шатора, јер су смештајни услови у објектима били ограничени. Иако је локација прихваћена као привремена, јединица није премештена на бољу све до јесени 1917.
На основу расположивих извештаја, болница је у Солуну оперисала 2.733 болесника, од којих је 1.344 оперисано под општом анестезијом. Број лечених болесника био је 3.764, док је 1.714 болесника имало маларију, а већи број и дизентерију, тако да је број кревета повећан на 300.
Током лета 1916, врућина у Егејској Македонији је била екстремна, па су жене радиле до граница њихове издржљивости, „борећи” се са више хиљада оболелих од маларије и дизентерије. Неређена логистичка питања, прибављања залиха хране и материјала, посебно воде и леда, погоршала је ситуацију; вода је морала бити кувана или хемијски стерилисана а и друге санитарне потешкоће увек су биле присутне.
На јесен 1916. године температура је почела да пада, постало је хладније, па се број заразних болести самњио. Али је интензивирање борбених дејстава на солунском фронту утицало је на све већи прилив рањених војника. Заједно са болницама у Француским јединицама, болница се бавила лечењем болесника са тежим и често вишеструким и контаминираним ранама, насталих експлозијом граната.

## Јединица „Америка”
Болница шкотских жена, „Јединица Америка“ на Солунском фронту, је радила од 13. августа 1916, под стручним руководстваом др Агнес Бенет.
Долазак на солунски фронт
Дана 3. августа 1916. године особље америчког одреда Болнице шкотских жена заједно са транспортном колоном (јединицом хитне помоћи на челу са госпођом Harley) започело је поморско путовање у Солун. по доласку у Солун шкотске жене са три болнице и транспортном јединицом обиле су поново прве као у у првим годинама Првог светског рата у Србији. Оне су овога пута дошле у нову санитетске мисију, праћене и припадницама из других делова Комонвелта: Аустралије, Новог Зеланда, Канаде.
Стигло је укупно 60 жена — болничарки и возача санитетских возила, лекара и хирурга. Биле су то одлично опремљене и наменским возилима за оно време добро снабдевене јединице хитне помоћи почев од болничарки и возача санитетских возила до лекара и хирурга, које су одмах по доласку у Грчку преузеле евакуацију првенствено српских рањеника рањеника из Горничевске и Кајмакчаланске битке.
Одред моторних санитетских возила Болница шкотских жена или „транспортна јединица”, како су је звали, као посебна јединица од 18 чланова основана је у Великој Британији и била је главна подршка у евакуацији рањеника не само Болници шкотских жена већ и некин српским пољским болницама. која је бродом у Солун допутовала у лето 1916. године.
Прве активности

Када су стигли у Солун (13. августа 1916) дошло је до промене планова, и донета је одлука да се приђу ближе фронти, у Острово на обалама Островског језера у Егејској Македонији. Пре запоседања локације др Агнес Бенрт (аустралијанкска, лекарка са Новог Зеланда, са дипломом шкотског универзитета), као главни медицински службеник са вођом одреда - администратором госпођом Флоренс Џак, Дана 17. августа 1916. обишла је локалитет, и том приликом забележила 
Живописно место поред великог језера (Островског језера) са прилично оголелим брдима свуда около. 
 Како је, у том историјском периоду рата. локација била сувише близу фронта, на крају је, Болница шкотских жена смештени изван Солуна у заливу Микра.
Оснивање и рад болнице у Острову
Амерички одред и њена транспортна колона 7. септембра 1916. послате су у заједничку акцију према селу Острово. Почевши од 12. септембра 1916. године, одред је био изложен психичком притиску због активности везених за битку на гребену Горничево, да би пет дана касније др Агнес Бенет добила 19. септембра 1916. наређење да оснује болницу, док је госпођа Харли морала да се суочи са малом побуном својих возача, који су више волели да не слушају њен савет да не возе током ноћи.
{{цитирање|Болница или јединица Острово била је седма Болница шкотских жена на солунском фронту. Састојала се од око 200 шатора за смештај рањеника и болесника. Болница се налазио се у близини језера Острово у Егејског Македонији под командом Војске Србије. Често су је називали Америчка јединица, јер је новац за финансирање болнице дошао из Америке. Према записима др Isobel Emslie болница је: 
Лежала је сасвим сама на простору под зеленом трском у удубљењима брежуљака који су се уздизали са свих страна, у непосредној близини била је шума великих брестова, дом многих породица кукавица, а иза њих много белих шатора болнице око језера Острово.
  Осим неколико мањих превијалишта била је то једина савезничка болница најближа солунском фронту, на око 30 километара од Кајмакчалана, са кога је највећи број рањениха евакуисан у ову болницу.
- Острово на падинама изнад Островског језера
- Припаднице болнице шкотских жена на тим падинама (Грчка 1916).}}}}

Болница у Острову је била јако близу фронта и непрестано је примала најтеже случајеве. Само у једном дану у болницу је стигло 160 тешких случајева, које је требало да збрине 10 запослених, и у једном дану обави и до 10 ампутација.
Након битке на превоју Горничево борбе су се од 19. до 30. септембра 1916. преселила на врх Кајмакчалана, где су Срби из Трећа краљевска српска армије уз велика напрезања потиснула Бугаре. Победа на Горничеву јподигла је морал одреду др Агнес Бенет, која је током првих осам седмица примила на лечење не мање од 523 рањеника и болесника (оболелих претежно од маларије), од којих је њих 60 токлом лерчења подлегло повреди или болести. Међу умрлима нашла се и масерка болнице која је преминула од маларије током ноћи 5. октобра 1916. године. На њеној сахрани у Солуну, присутвовала је и њена шефица др Бенет, која је се ту тужну прилику искористила да се упозна се пуковником др Сондермајером начелником санитета српске војске  и српским престолонаследником (кога је описала као „шармантног момка”).
Када је 11. децембра француско руководство на савезничком фронту у Македонији привремено обустављене операције, данашњи Битољ је морао да се држи по сваку цену. То је утицало на то да су повређени сада морали да трпе дуг и напоран пут од прве линије фронта до најближе бонице — у Острову, што је утицало и на смртност. Да би разрешила овај проблем др Агнес Бенет, је комадним структурама у војсци предложила да се болница са око 40 кревета премести у Добравенију, у близини Битоља, што је од стране Агнете Бичем и пуковник Сондермајера свесрдно прихваћено.

## Јединица „др Елси Инглис“
Болница шкотских жена, „Јединица др Елси Инглис“, под управом др Анете Бенсон (dr Annette Benson), била је трећа болница шкотских жена на Солунском фронту.
Историјат јединице „др Елси Инглис“
Ова јединица је под именом Болница шкотских жена у Добруџи радила на Источни фронт и убрињавала претежно војнике српске добровољачке дивизије и добровољце словенце и хрвате са простора Аустрогарске. У марту 1917. букнула је у Русији револуција. На пространом руском фронту од Балтика до Црног мора, настало је братимљење између руских и непријатељских војника. Руски војници нису хтели више да се боре, већ су одлазили својим кућама. Настала је опасност, да се српске добровољачке дивизије у околини Добруџе не увуку у комунистичку револуцију. У циљу спасавања добровољачких дивизија од ове „комунистичке пошасти”, као и због безциљности даљег останка у Русији, отпочето је 30. августа 1917. пребацивање добровољачких организованих јединица на Солунски фронт, где су биле неопходне за попуну претходним борбама проређених редова српске војске. Њиховим одласком престала је и потреба за радом Болнице шкотских жена у Добруџи, на челу са др Елси Инглис,
Транспортом преко Архангелска, зајдно са војском ишла је и болница на челу са др Елси Инглис – која је све више осећала како је издају резерве енергије (коју је и дотле једва имала), и малигна болест која је све више обузимала. Све време њеног ангажовања за спас Српске дивизије и њено упућивање на Солунски фронт, др Елси Инглис прећуткивала своју болест и сваки могући спомен о болести, трпећи све време болове и тегобе за које је само она знала. Умрла је те године у Њукастлу.
Реорганизација јединице
После њене смрти др Елси Инглис основана као меморијална болница, у знак сећања на др Елси Инглис, оснивача и спиритус мовенс целог Покрета шкотских жена, и прве жене, која је понела српски Орден Белог орла, првог реда, која се овога пута под управом др Анете Бенсон одлучила овога пута за одлазак на солунски фронт.
Дана 18. фебруара јединицу су благословили краљ и краљица у Бакихгемској палати. Новине су о том догађају ово написале:
Чланови јединице су се окупили у приземљу палате, а шест извршних официра је представљено њиховим Величанствима, међу којима су биле и наследница др Инглис, и вођа екипе др Анет Бенсон, и докторице Lilian Chesney и Gladys Ward. После смотре, краљ је одао почаст и признање за досадашњи рад Болница шкотских жена и пожелео је јединици успех у будућем раду у иностранству.
Долазак болнице у Грчку
Болница је стигла је у Солун у марту 1918 као трећа болница, позната под називом Болница шкотских жена - јединица „др Елси Инглис”. Ова јединица је дошла се Источни фронт из Добруце (на руско-румунској граници). Након Октобарске револуције и руског повлачења из рата, јединица је морала брзо изаћи из тог подручја и вратити се у Енглеску, да би се почетком 1918. године након припреми нова мисија, ова јединица сада под називом Болница шкотских жена - јединица „др Елси Инглис” - придружила српским снагама у Егејској Македонији и ушла у састав посебне Југословенске дивизије коју су чинили југословенски добровољци, углавном Словенци и Хрвати.

## Транспортна јединица
Одред моторних санитетских возила Болница шкотских жена или „транспортна јединица” како су је скраћено звали (енгл. Scottish Women`s Hospitals Motor Ambulance Column) основана у Великој Британији, била је посебно организована и моторним возилима опремљена јединица од 18 чланова, која је одиграла значајну улогу у санитетској евакуацији рањеника током битака на солунском фронту а касније и у завршним операцијама за ослобођење Србије у Првом светском рату.
Аутомобилска секција мисије шкотских жена је бродом у Солун допутовала августа 1916. године, са 5 амбулантних рањеничких аутомобила и једним путничким колима система „форд”, два велика камиона (носивости 1.500 кг) и једним мотоциклом.
.
Ова јединица је на солунском фронту за време битке за Кајмакчалан, даноноћно превозила рањенике са прве линије фронта до најближих болница. „Транспортном колоном“, која је превозила рањенике са Кајмакчалана у болницу, руководила је Мери Бредфорд из Бризбејна. Међу особљем је била и Стела Мајклс Френклин, чувена аустралијска књижевница. Када су почеле борбе на Горничеву и Кајмакчалану, највећи проблем српског војног санитета било је његово све веће заостајање, јер није могао да прати фуриозни повратак српске војске у домовину. У таквим условима Одред моторних санитетских возила Болнице шкотских жена одиграо је значајну улогу, као спона између пуковсих и дивизијских и армијских болница у позадини фронта.
„Транспортна колона“ рањенике је допреманала директно са Кајмакчалана. Превоз су обављале својим фордовима девојке „транспортне јединице“ у саставу Болнице шкотских жена.
| „ | „Право са Кајмакчалана, а то је значило да су допремани из примитивних превијалишта, где су били штићени крововима од грања – и чекали на превоз – јодирани, превијени, са постављеним удлагама – све док амбуланте не би дошле до њих... Неки су остајали, нису преживели и само малени дрвени крстови говорили су о њима... Амбуланте су се кретале горе-доле, обично у конвоју. Обично је довожено 10-15 рањеника у исто време, до болнице где су били премештани на наша бела носила са белим прекривачима и потом преношени у шатор за пријем. | ” |

Њиховим несебичним ангажовањем, рањеницима који су допремани транспортним „фордовим” аутомобилима у болницу, указивана је најбржа транспортна помоћ до болнице, са циљем пружања хитне медицинске помоћи, што је значајно довело дао смањивања инвалидитета и смртности.

У том циљу у јануару 1917. године јединица је била пребачена у нову базу Јелак, непосредно испод Кајмакчалана. Јединица је тегодине ојачана новим транспортним средствима, 
| „ | ...од прикупљених прихода са конференција Српског болничког фонда, одржаних у Филаделфији, Буфалу, Сан Франциску, Њу Хејвену, Њу Бедфорду, Спрингфилду, Кембриџу и Стокбриџу, купљени су аутомобили. Сваки пристигли аутомобил носио је назив државе из које је послат. Србија је тако добила 14 аутомобила. | ” |

У току годину дана, колико су били у тој бази, ова „транспортна јединица” превезла је 8.477 рањеника.